# Rectoria Boldís Jussà
La Rectoria Boldís Jussà és una construcció a Boldís Jussà, al municipi de Lladorre (Pallars Sobirà) inclosa a l'Inventari del Patrimoni Arquitectònic de Catalunya.

## Descripció
Encastades en el mur de la façana de la rectoria, hi ha tres blocs rectangulars amb inscripcions gravades: en una es llegeix dins d'una cartela Maria Feirer, en la segona, igualment a dins d'una cartela, i en lletra cursiva: Año 1883-José Torren, i la darrera emmarcada per una cartela amb una creu en la part posterior i, també, en lletra cursiva: Francisco - Garza (a) Millat Albeniz. Commemoren la restauració d'aquest edifici.